# Torkel S. Wächter
Torkel S Wächter, también conocido como Tamara T (Estocolmo, Suecia, 25 de marzo de 1961) es un novelista sueco ampliamente considerado como uno de los más interesantes escritores suecos contemporáneos y elogiado por la profundidad y la complejidad de sus obras, la integridad artística y por su perfecto dominio del lenguaje literario sueco.

## Biografía
Torkel S. Wächter nació el 25 de marzo de 1961 en  Estocolmo, Suecia.  Estudó historia económica, teoría de desarrollo e idiomas en las universidades de Lund Melbourne y Barcelona así como estudios Judíos en Paideia. Después de trabajar un tiempo como modelo de moda en París y Barcelona, se formó como buzo en la Marina Real de Suecia antes de iniciar su carrera de aviación. En 1985 recibió su permiso de piloto en a Base de la Fuerza Aérea en Ljungbyhed y fue empleado por Scandinavian Airlines de 1986 a 1999. Durante sus años como capitán de vuelo, escribió relatos de viajes y artículos para varias revistas. De 2008 a 2009 Wächter participó en un proyecto relacionado con la preservación del patrimonio cultural en los Balcanes, bajo los auspicios del Patrimonio Cultural de la ONG Sin Fronteras.